# 田丰 (元朝)
田丰（14世纪—1362年），元朝末年红巾军将领。

## 生平
田丰开始为元朝镇守黄河义兵万户。元顺帝至正十七年（韩林儿龙凤三年，1357年）七月，红巾军毛贵在山东接连得胜，田丰响应毛贵起义，为毛贵部将。至正十八年（韩林儿龙凤四年，1358年），先后攻占济宁路、东昌路、东平路、大名路，自称花马王。至正二十一年（韩林儿龙凤七年，1361年）八月，红巾军龙凤北伐失败，田丰重新归顺元朝。至正二十二年（韩林儿龙凤八年，1362年）六月，田丰和王士诚合谋杀死元朝大将察罕帖木儿。十一月，田丰、王士诚在益都被察罕帖木儿的养子扩廓帖木儿俘虏杀死。